# Daseuplexia lichenifera
Daseuplexia lichenifera là một loài bướm đêm trong họ Noctuidae.